# Усышкин, Менахем
Авраа́м Мена́хем Мендл Усы́шкин (Михаи́л Моисе́евич Усы́шкин; 6 (18) августа 1863, Дубровна, Могилёвская губерния, Российская империя — 2 октября 1941, Иерусалим, подмандатная Палестина) — еврейский сионистский деятель. Идеолог еврейского заселения Палестины, один из лидеров движения «Ховевей Цион», член (с 1935 года председатель) Исполнительного комитета Всемирной сионистской организации, член Ваад Леуми, председатель Еврейского национального фонда с 1923 по 1941 год.

## Биография
Менахем Усышкин родился в 1863 году в зажиточной хасидской семье в Дубровне Могилёвской губернии. Получил традиционное еврейское образование, а после переезда семьи в Москву окончил реальное училище и (в 1889 году) Императорское Московское техническое училище.
Уже в начале 1880-х годов Усышкин примкнул к еврейскому национальному движению в России. К этому шагу его подтолкнула волна погромов 1881 и 1882 годов. В 1881 году Усышкин и Иехиэль Членов основали первый в Москве Палестинофильский кружок. В дальнейшем Усышкин был одним из основателей кружка еврейских студентов «Бней-Цион», действовавшего с 1884 по 1890 год. В 1885 году он стал секретарём движения «Ховевей Цион» в Москве, а в 1889 году присоединился к тайному обществу «Бней-Моше» во главе с Ахад-ха-Амом, ставившему перед собой задачи «духовной подготовки» евреев к созданию национального государства. В 1891 году состоялась его первая поездка в Палестину; эта поездка стала для него медовым месяцем после свадьбы с Эстер Палей, и после неё Усышкин осел в Екатеринославе.
Под влиянием Теодора Герцля и Макса Нордау Усышкин присоединился к сионистскому движению и стал делегатом I Всемирного сионистского конгресса. Там он проявил себя как убеждённый сторонник немедленного еврейского заселения Палестины, в противовес «политическому» сионизму Герцля. На II Всемирном сионистском конгрессе Усышкин был избран в Исполнительный комитет Всемирной сионистской организации, а после III Сионистского конгресса возглавил сионистскую деятельность на юге России. В 1906 году он был избран председателем Одесского Палестинского комитета, который и возглавлял до роспуска большевиками в 1919 году. При содействии Одесского комитета в Палестине были созданы еврейские поселения Эйн-Ганим, Беэр-Яаков, Нахалат-Иехуда и Кфар-Малаль. С этого же года Усышкин занимал пост председателя Центрального комитета «Ховевей Цион», а после революции в России был избран председателем Еврейского собрания Украины.

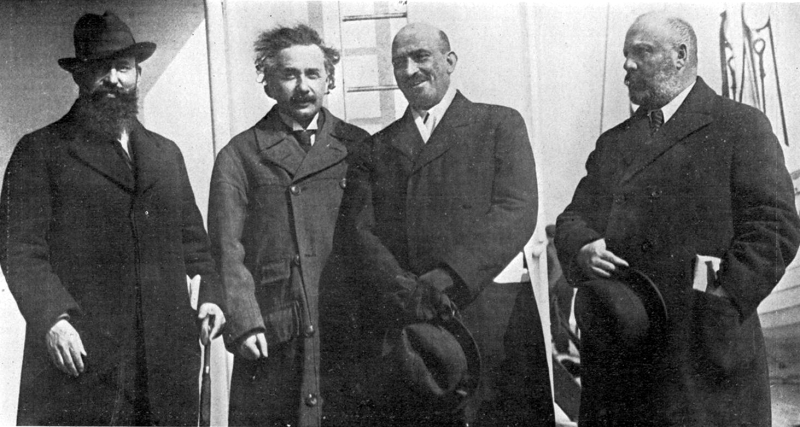
Бенцион Мосинзон, Альберт Эйнштейн, Хаим Вейцман и Менахем Усышкин по прибытии в Нью-Йорк, 1921 год

В ходе своего второго визита в Палестину в 1903 году Усышкин создал Организацию еврейских учителей. В 1905 году V Всемирный сионистский конгресс по предложению Усышкина принял решение об учреждении Англо-Палестинского общества. После младотурецкой революции 1908 года он участвовал в создании в Стамбуле сионистского бюро. В 1919 году по приглашению Хаима Вейцмана и Нахума Соколова Усышкин вошёл в состав еврейской делегации на Парижской мирной конференции, перед делегатами которой выступил на иврите. После этого он перебрался в Палестину, где провёл оставшиеся годы жизни. С 1919 по 1921 год он возглавлял Совет представителей — чрезвычайный орган, координировавший сионистскую деятельность в Палестине.
В 1921 году Усышкин, Альберт Эйнштейн, Шмарьяху Левин и Бенцион Мосинзон предприняли поездку в США для сбора средств в Керен ха-Йесод. В 1923 году Усышкин возглавил Еврейский национальный фонд, на посту директора которого координировал покупку земель в Палестине под еврейские проекты. За годы его руководства площадь принадлежащих евреям земель в Палестине выросла с 22 до 561 тысячи дунамов, были приобретены большие участки в Изреельской долине, долине Хефер, у Хайфского залива и в районе Бейт-Шеана. Он также внёс значительный вклад в создание Еврейского университета в Иерусалиме, борьбу за открытие которого начал ещё до Первой мировой войны. В 1925 году Усышкин был избран членом попечительского совета и правления Еврейского университета. На XIX Сионистском конгрессе в 1935 году Усышкин был избран председателем Исполкома Всемирной сионистской организации. В 1937 и 1939 годах он дважды был председателем конгрессов, а в 1939 году также принял участие в Сент-Джеймсской конференции, где выступал против политики британских колониальных властей в Палестине.
Менахем Усышкин умер в конце 1941 года в Иерусалиме. Его сын Шмуэль Усышкин — юрист и преподаватель Тель-Авивского университета — также был делегатом Всемирных сионистских конгрессов. Дочь Усышкина Рахель стала женой будущего лауреата Премии Израиля, профессора Шимона Боденхеймера.

## Идеология
Менахем Усышкин относился к сионистским кругам, для которых первостепенной значимостью обладал не политический процесс признания за еврейским народом прав на национальный дом в Эрец-Исраэль, а её самостоятельное заселение и освоение. Уже в 1887 году он, в процессе примирения светской и религиозной ветвей движения «Ховевей Цион», сформулировал основные принципы, которые в дальнейшем стали доминантными в сионистской идеологии: всемерная пропаганда возвращения еврейского народа в Эрец-Исраэль, приобретение там земли и основание на ней сельскохозяйственных поселений. На почве оценки успешности сельскохозяйственных поселений «Ховевей Цион» в Палестине в начале 90-х годов у Усышкина возникли резкие разногласия с Ахад-ха-Амом. Эти разногласия усугубились, когда в начале XX века Ахад-ха-Ам выступил за полный отказ от финансовой помощи со стороны барона Ротшильда из-за патерналистского поведения его представителей в Палестине, в то время как Усышкин занял более прагматичную позицию.
Усышкин и в дальнейшем оставался последовательным приверженцем незамедлительного освоения Эрец-Исраэль вне зависимости от успеха политического процесса, который ставил во главу угла Герцль; в Краткой еврейской энциклопедии выдвигается предположение, что именно эти идеологические разногласия стали препятствием на пути избрания Усышкина в руководящие органы Всемирной сионистской организации уже на первом Сионистском конгрессе. В 1902 году на Минской конференции сионистов России Усышкин выдвинул лозунг халуцианства и поощрения физического еврейского труда в Палестине, а после Кишинёвского погрома организовал отправку в Эрец-Исраэль еврейских сирот.
В 1903 году в сионистском движении набрал силу новый раскол вокруг Угандской программы, предусматривавшей создание еврейского национального дома в британских колониях в Африке и поддержанной большинством в Сионистском конгрессе, включая самого Герцля. Усышкин был в числе российских сионистов, решительно выступивших против любого плана, не предусматривающего возвращение евреев в Землю Израильскую, и стал лидером фракции «Ционей-Цион» («Сионисты Сиона») в руководстве Сионистской организации. Позиция, занятая Усышкиным и его единомышленниками в конфликте вокруг Угандской программы, вызвала ожесточённую критику не только со стороны других сионистских лидеров (в частности, Нахум Соколов предрекал, что «раскольники», хотя и правы по сути, своими действиями приведут к гибели Сионистской организации), но и со стороны еврейских поселенцев в Палестине, во имя которых, собственно, и велась борьба «Сионистов Сиона». Усышкин, однако, продолжал сопротивление Угандской программе, потребовав в 1904 году на заседании исполкома Сионистской организации отставки Герцля; такую крайнюю позицию не одобрили даже многие из сторонников Усышкина, но в дальнейшем соотношение сил в сионистском руководстве изменилось, и после смерти Герцля Угандская программа окончательно утратила поддержку.
Когда в ходе революции 1905 года наметился отток евреев из сионистских организаций и усилились тенденции к ассимиляции, Усышкин был одним из тех, кто возглавил борьбу с этим процессом. Он также занял жёсткую позицию в защиту возрождения иврита как единственного языка еврейского народа и против присвоения такого статуса идишу. Идеи Эрец-Исраэль как единственного национального дома еврейского народа и иврита как единого национального языка легли в основу выдвинутой им программы «синтетического сионизма». Основные пункты этой программы, сформулированные им в 1905 году, включали усилия на политическом фронте, приобретение земель, алию (еврейскую иммиграцию в Палестину), создание поселений и просветительскую и организационную работу в массах.
Несмотря на жёсткую идеологическую позицию по ряду вопросов, Усышкин на практике был прагматиком. Хотя он был сторонником частной инициативы, его работа по созданию еврейских представительных органов и инфраструктуры ишува объективно способствовала укреплению позиций в Палестине сионистов-социалистов. Его враждебное отношение к британским мандатным властям и их планам территориального раздела Палестины не мешало ему сотрудничать с ними в качестве члена Совета представителей, а затем Ваад Леуми — еврейского Национального совета в ишуве.

## Увековечение памяти

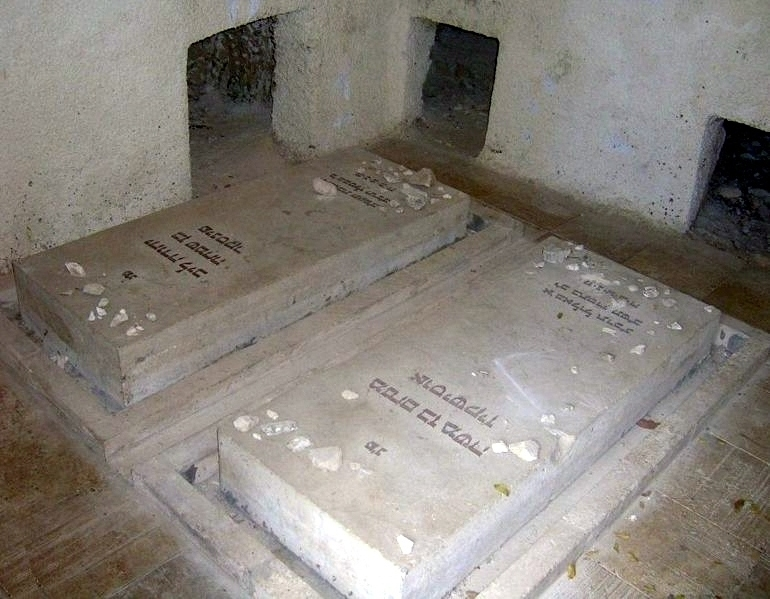
Могилы Пинскера и Усышкина в пещере Никанора

Менахем Усышкин похоронен в Иерусалиме в «пещере Никанора» на горе Скопус. В своё время он выдвинул идею создания там Национального сионистского пантеона и способствовал захоронению в пещере Никанора праха Леона Пинскера, но после Войны за независимость Израиля гора Скопус оказалась анклавом на иорданской территории, и кладбище лидеров нации было создано на горе Герцля . Усышкин стал вторым и последним сионистским лидером, похороненным в пещере Никанора.
Имя Усышкина носит кибуц Кфар-Менахем; группа населённых пунктов на севере долины Хулы в Верхней Галилее носит общее название «Мецудот-Усышкин» (крепости Усышкина). В его честь названы также улицы и площади в различных городах Израиля и главный концертный зал Центра конгрессов в Иерусалиме.
В 1978 году Почтовая компания Израиля выпустила памятную марку с изображением Усышкина; в серию из трёх марок, выпущенную к 30-летию независимости Израиля, вошли также марки с портретами Макса Нордау и Берла Кацнельсона.